# بيتو (لاعب كرة قدم مواليد 1980)
بيتو (3 سبتمبر 1980 - ) هو لاعب كرة قدم برازيلي في مركز الهجوم. لعب مع أتلتيكو مينييرو ونادي باهيا ونادي برازيليا ونادي ساو كايتانو ونادي فلومينينسي ونادي فيتوريا ونادي كريسيوما وCampinense Clube ‏ ونادي تريزه والنادي الرياضي المركزي وSalgueiro Atlético Clube ‏ ونادي ناوتيكو وIpatinga Futebol Clube ‏.

## وصلات خارجية
- بيتو على موقع قاعدة بيانات كرة القدم.إي يو (الإنجليزية)